# Spondylus lamarckii
Spondylus lamarckii is een tweekleppigensoort uit de familie van de Spondylidae. De wetenschappelijke naam van de soort is voor het eerst geldig gepubliceerd in 1845 door Chenu.